# Pallavolo ai XXX Giochi del Sud-est asiatico - Torneo maschile
La torneo maschile di pallavolo ai XXX Giochi del Sud-est asiatico si è svolta dal 2 al 10 dicembre 2019 a Pasig, nella Filippine, durante i XXX Giochi del Sud-est asiatico: al torneo hanno partecipato sette squadre nazionali del Sud-est asiatico e la vittoria finale è andata per la decima volta all'Indonesia.

## Impianti
|                                                                      |  |  |
|                                                                      |  |  |
| PhilSports Arena Città: Pasig Capienza: 10 000 Anno d'apertura: 1985 |  |  |

## Regolamento

### Formula
Le squadre hanno disputato una prima fase a gironi con formula del girone all'italiana; al termine della prima fase:
- Le prime due classificate di ogni girone hanno acceduto alla fase finale per il primo posto strutturata in semifinali, finale per il terzo posto e finale.
- L'ultima classificata del girone A e le ultime due classificate del girone B hanno acceduto alla finale per il quinto posto strutturata in semifinale (a cui hanno partecipato le ultime classificate dei ogni girone) e finale per il quinto posto.

### Criteri di classifica
Se il risultato finale è stato di 3-0 o 3-1 sono stati assegnati 3 punti alla squadra vincente e 0 a quella sconfitta, se il risultato finale è stato di 3-2 sono stati assegnati 2 punti alla squadra vincente e 1 a quella sconfitta.
L'ordine del posizionamento in classifica è stato definito in base a:
- Punti;
- Ratio dei set vinti/persi;
- Ratio dei punti realizzati/subiti.

## Squadre partecipanti
| Squadra    | Qualificazione      | Ultima partecipazione |
| ---------- | ------------------- | --------------------- |
| Birmania   | -                   | Kuala Lumpur 2017     |
| Cambogia   | -                   | Kuala Lumpur 2017     |
| Filippine  | Paese organizzatore | Kuala Lumpur 2017     |
| Indonesia  | -                   | Kuala Lumpur 2017     |
| Singapore  | -                   | Singapore 2015        |
| Thailandia | -                   | Kuala Lumpur 2017     |
| Vietnam    | -                   | Kuala Lumpur 2017     |

## Torneo

### Fase a gironi
| Girone A   | Girone B  |
| ---------- | --------- |
| Birmania   | Cambogia  |
| Singapore  | Filippine |
| Thailandia | Indonesia |
| -          | Vietnam   |

#### Girone A

##### Risultati
| 2 dicembre 2019 PhilSports Arena, Pasig Durata: ? - Spettatori: ? | Singapore  | 1 - 3 | Thailandia | 27-25, 13-25, 16-25, 18-25 |
| 4 dicembre 2019 PhilSports Arena, Pasig Durata: ? - Spettatori: ? | Birmania   | 3 - 0 | Singapore  | 26-24, 25-21, 25-18        |
| 6 dicembre 2019 PhilSports Arena, Pasig Durata: ? - Spettatori: ? | Thailandia | 3 - 0 | Birmania   | 25-14, 25-20, 25-14        |

##### Classifica
| Pos. | Squadra    | Pt | G | V | P | SV | SP | Ratio | PF  | PS  | Ratio |
| ---- | ---------- | -- | - | - | - | -- | -- | ----- | --- | --- | ----- |
| 1.   | Thailandia | 6  | 2 | 2 | 0 | 6  | 1  | 6,000 | 175 | 122 | 1,434 |
| 2.   | Birmania   | 3  | 2 | 1 | 1 | 3  | 3  | 1,000 | 124 | 138 | 0,898 |
| 3.   | Singapore  | 0  | 2 | 0 | 2 | 1  | 6  | 0,166 | 137 | 176 | 0,778 |

      Qualificata alla fase finale per il primo posto.
      Qualificata alla semifinale per il quinto posto.

#### Girone B

##### Risultati
| 2 dicembre 2019 PhilSports Arena, Pasig Durata: ? - Spettatori: ? | Vietnam   | 0 - 3 | Indonesia | 20-25, 22-25, 21-25               |
| 2 dicembre 2019 PhilSports Arena, Pasig Durata: ? - Spettatori: ? | Filippine | 3 - 0 | Cambogia  | 29-27, 25-17, 25-17               |
| 4 dicembre 2019 PhilSports Arena, Pasig Durata: ? - Spettatori: ? | Cambogia  | 0 - 3 | Indonesia | 20-25, 17-25, 33-35               |
| 4 dicembre 2019 PhilSports Arena, Pasig Durata: ? - Spettatori: ? | Filippine | 3 - 0 | Vietnam   | 25-20, 25-21, 25-12               |
| 6 dicembre 2019 PhilSports Arena, Pasig Durata: ? - Spettatori: ? | Vietnam   | 2 - 3 | Cambogia  | 25-20, 24-26, 25-21, 25-27, 11-15 |
| 6 dicembre 2019 PhilSports Arena, Pasig Durata: ? - Spettatori: ? | Indonesia | 3 - 0 | Filippine | 25-23, 32-30, 25-20               |

##### Classifica
| Pos. | Squadra   | Pt | G | V | P | SV | SP | Ratio | PF  | PS  | Ratio |
| ---- | --------- | -- | - | - | - | -- | -- | ----- | --- | --- | ----- |
| 1.   | Indonesia | 9  | 3 | 3 | 0 | 9  | 0  | MAX   | 242 | 206 | 1,174 |
| 2.   | Filippine | 6  | 3 | 2 | 1 | 6  | 3  | 2,000 | 227 | 196 | 1,158 |
| 3.   | Cambogia  | 2  | 3 | 1 | 2 | 3  | 8  | 0,375 | 240 | 274 | 0,875 |
| 4.   | Vietnam   | 1  | 3 | 0 | 3 | 2  | 9  | 0,222 | 226 | 259 | 0,872 |

      Qualificata alla fase finale per il primo posto.
      Qualificata alla finale per il quinto posto.
      Qualificata alla semifinale per il quinto posto.

### Fase finale

#### Finali 1º e 3º posto
|  | Semifinali | Semifinali | Semifinali |                 |    | Finale    | Finale     | Finale |
|  |            |            |            |                 |    |           |            |        |
|  | 1A         | Thailandia | 2          |                 |    |           |            |        |
|  | 1A         | Thailandia | 2          |                 |    |           |            |        |
|  | 2B         | Filippine  | 3          |                 |    |           |            |        |
|  | 2B         | Filippine  | 3          |                 | 2B | Filippine | 0          |        |
|  |            |            |            |                 | 2B | Filippine | 0          |        |
|  |            |            |            |                 |    | 1B        | Indonesia  | 3      |
|  | 1B         | Indonesia  | 3          |                 |    | 1B        | Indonesia  | 3      |
|  | 1B         | Indonesia  | 3          |                 |    |           |            |        |
|  | 2A         | Birmania   | 0          |                 |    |           |            |        |
|  | 2A         | Birmania   | 0          | Finale 3° posto |    |           |            |        |
|  |            |            |            |                 |    |           |            |        |
|  |            |            |            |                 |    | 1A        | Thailandia | 3      |
|  |            |            |            |                 |    | 1A        | Thailandia | 3      |
|  |            |            |            |                 |    | 2A        | Birmania   | 0      |

##### Semifinali
| 8 dicembre 2019 PhilSports Arena, Pasig Durata: ? - Spettatori: ? | Indonesia  | 3 - 0 | Birmania  | 25-19, 25-23, 25-15               |
| 8 dicembre 2019 PhilSports Arena, Pasig Durata: ? - Spettatori: ? | Thailandia | 2 - 3 | Filippine | 25-17, 20-25, 25-23, 25-27, 15-17 |

##### Finale 3º posto
| 10 dicembre 2019 PhilSports Arena, Pasig Durata: ? - Spettatori: ? | Thailandia | 0 - 3 | Birmania | 25-23, 25-16, 25-20 |

##### Finale
| 10 dicembre 2019 PhilSports Arena, Pasig Durata: ? - Spettatori: ? | Filippine | 0 - 3 | Indonesia | 21-25, 25-27, 17-25 |

#### Finale 5º posto
|  | Semifinali | Semifinali | Semifinali |  |  | Finale 5º posto | Finale 5º posto | Finale 5º posto |
|  |            |            |            |  |  |                 |                 |                 |
|  |            |            |            |  |  | 3B              | Cambogia        | 0               |
|  |            |            |            |  |  | 3B              | Cambogia        | 0               |
|  | 3A         | Singapore  | 0          |  |  | 4B              | Vietnam         | 3               |
|  | 3A         | Singapore  | 0          |  |  | 4B              | Vietnam         | 3               |
|  | 4B         | Vietnam    | 3          |  |  |                 |                 |                 |
|  | 4B         | Vietnam    | 3          |  |  |                 |                 |                 |

##### Semifinale
| 8 dicembre 2019 PhilSports Arena, Pasig Durata: ? - Spettatori: ? | Singapore | 0 - 3 | Vietnam | 16-25, 20-25, 19-25 |

##### Finale 5º posto
| 10 dicembre 2019 PhilSports Arena, Pasig Durata: ? - Spettatori: ? | Cambogia | 0 - 3 | Vietnam | 15-25, 20-25, 22-25 |

## Podio

### Campione
Formazione: Anggara, Putro, Pratama, Zulfikri, Haryono, Abhinaya, Suharto, Zulfi, Pradana, Munawar, Tamamilang, Nurmulki, Ardian, Putra, CT: Qiujiang

### Secondo posto
Formazione: Abdilla, Alfafara, Bagunas, de Guzman, Espejo, Intal, Kalingking, López, Malabunga, Marcos, Polvorosa, Retamar, Saura, Umandal, CT: Alinsunurin

### Terzo posto
Formazione: Charoensuk, Konhan, Koonmee, Maneewong, Namkhunthod, Nilsawai, Nuwaddee, Pakdeekaew, Puanglib, Promchan, Saengsee, Somkane, Tongklang, Wongtorn, CT: Supajirakul

## Classifica finale
| Pos | Squadra    |
| --- | ---------- |
|     | Indonesia  |
|     | Filippine  |
|     | Thailandia |
| 4   | Birmania   |
| 5   | Vietnam    |
| 6   | Cambogia   |
| 7   | Singapore  |